# Gwächtenhorn
Gwächtenhorn är en bergstopp i Schweiz.   Den ligger i distriktet Interlaken-Oberhasli och kantonen Bern, i den centrala delen av landet, 80 km öster om huvudstaden Bern. Toppen på Gwächtenhorn är 3 420 meter över havet, eller 217 meter över den omgivande terrängen. Bredden vid basen är 1,4 km.
Terrängen runt Gwächtenhorn är huvudsakligen mycket bergig. Närmaste större samhälle är Engelberg, 14,5 km norr om Gwächtenhorn. 
Trakten runt Gwächtenhorn är permanent täckt av is och snö. Runt Gwächtenhorn är det mycket glesbefolkat, med 5 invånare per kvadratkilometer.